# Гаррик, Мэдлин
Мэдлин Клэр Гаррик (англ. Madeleine Claire Garrick; род. 1 апреля 1992 года, Шеппартон, Виктория, Австралия) — австралийская профессиональная баскетболистка, которая выступала в женской национальной баскетбольной лиге. Играла на позиции атакующего защитника. Двукратная чемпионка женской НБЛ (2013, 2014).
В составе национальной команды Австралии она завоевала серебряные медали чемпионата Азии 2017 года в Индии, а также принимала участие на чемпионате мира среди девушек до 19 лет 2011 года в Чили.

## Ранние годы
Мэдлин Гаррик родилась 1 апреля 1992 года в городе Шеппартон (штат Виктория).